# Nothidris
Nothidris – rodzaj mrówek z podrodziny Myrmicinae. Obejmuje 3 opisane gatunki.

## Gatunki
- Nothidris bicolor Ettershank, 1965
- Nothidris cekalovici  Snelling, 1975
- Nothidris latastei  Emery, 1895